# Stuttgart Championship Series 1990
Lo Stuttgart Championship Series 1990 è stato un torneo di tennis giocato sul sintetico indoor. È stata la 3ª edizione del torneo, che fa parte della categoria Championship Series nell'ambito dell'ATP Tour 1990. Si è giocato a Stoccarda in Germania dal 19 al 25 febbraio 1990.

## Campioni

### Singolare maschile
Boris Becker ha battuto in finale  Ivan Lendl con il punteggio di 6–2, 6–2

### Doppio maschile
Guy Forget /  Jakob Hlasek hanno battuto in finale  Michael Mortensen /  Tom Nijssen con il punteggio di 6–3, 6–2